# 城巴A29線
城巴A29線是香港一條機場巴士路線，來往將軍澳（寶琳站）及香港國際機場。
本路線原計劃2010年7月開辦，但由於區議員認為車費過高(原本定於$45)，運輸署決定公開招標，故開辦日子一再延期。根據運輸署於2011年8月26日交予西貢區議會交通及運輸委員會的文件中，本線最終由城巴取得專營權，並於2011年9月25日起投入服務。
本線行車里數較來往港島的A11線為長，但較另一條往來港島的A12線為短，因此收費亦介於A11與A12之間，全程收費達$44。
自將軍澳隧道巴士轉乘站往將軍澳方向開通後，本線成為全港首條提供非機場及非大嶼山巴士路線轉乘往機場及大嶼山以外地區的第二程免費優惠的日間機場巴士A線（城巴694/793/798(A/B/P/X)免費轉乘本線前往坑口/寶琳）。

## 簡介
在A29線開辦之前，東九龍及將軍澳來往機場及北大嶼山路線由城巴營運，主線有A22、E22及E22A線，另有E22B(已取消)及E22P繁忙時間路線，如下：
| 路線            | 收費  | 性質         | 途經                                                                                         | 服務時間/班次        |
| --------------- | ----- | ------------ | -------------------------------------------------------------------------------------------- | -------------------- |
| A22             | $40.8 | 城巴機場快線 | 藍田站、觀塘道、九龍城、土瓜灣、佐敦                                                         | 全日行駛             |
| E22             | $18.6 | 北大嶼山路線 | 藍田、麗港城、觀塘道、鑽石山、黃大仙、樂富、九龍塘、東涌、機場後勤區                         | 全日行駛             |
| E22A            | $24.8 | 北大嶼山路線 | 將軍澳（寶琳、坑口、市中心、調景嶺）、觀塘道（將軍澳方向）、鑽石山、黃大仙、東涌、機場後勤區 | 全日行駛             |
| E22B （已取消） | $24.8 | 北大嶼山路線 | 將軍澳（寶琳、翠林、康盛）、秀茂坪、四順、鑽石山、黃大仙、東涌、國泰城                       | 平日上下午各2班車    |
| E22P            | $18.6 | 北大嶼山路線 | 油塘、藍田（德田、廣田）、麗港城、觀塘道、鑽石山、黃大仙、國泰城、港龍及中航大廈             | 平日上午6班，下午4班 |

雖然路線眾多，但仍然有缺陷：
1. 定線過份迂迴（E22要繞經九龍塘和樂富、E22A要繞經整個將軍澳 (將軍澳南、日出康城除外)、另外此兩線需繞經機場後勤區，而A22線則取道佐敦往機場，不使用較直接的龍翔道），故往機場需時甚久。
2. 只有E22B服務的地區（翠林、康盛、秀茂坪、四順）只有平日早上兩班車往機場，下午兩班車回程。

有見及此，城巴在《2010-2011年度巴士路線發展計劃》中，提出了一系列東九龍及將軍澳來往機場路線重組建議，包括開辦A29線，E22B線將取消，E22A線會延長至康盛花園，E22P線則繞經秀茂坪及四順。
此等改動的好處：
1. 將軍澳（寶林及坑口）、觀塘市中心（只限回程）、鑽石山、黃大仙有往返機場的特快服務；該等地區的班次由原來的20分鐘(E22A)，提升至E22A+A29組成的15分鐘聯合班次。
2. 翠林邨及康盛花園乘客可以乘搭全日服務的E22A線
3. 四順及秀茂坪乘客來往機場的服務由原來早上2班去程下午2班回程變成早上6班去程下午4班回程 （其後為填補E22P改道後對觀塘道構成的服務空白，一半班次被調撥到行走原走線的E22X)

可是，此改動一度令寶達邨和馬游塘村全日均無任何機場巴士服務，直至A29P開辦及於後者設站先後實施。
本來此重組擬訂2010年7月實施，可是由於城巴機場快線標準配置的巴士數目不足，加上西貢區議會認為本路線的車費過高（原建議的全程收費為$45），希望巴士公司調低有關的車費，因此運輸署決定作出公開招標。經過長達一年的遴選過程後，於2011年8月26日舉行的西貢區議會交通運輸委員會會議中，運輸署宣佈由城巴投得，於2011年9月25日起投入服務，全程收費亦由原建議的$45減至$42。
由2012年1月5日開始，本路線會在亞洲國際博覽館指定大型活動完結後，提供由機場博覽館開出的散場特別班次。
2017年11月27日起，A29線原有由將軍澳（寶林）開出的05:15-16:15班次，及於機場開出的11:10-00:10班次，班次由每30分鐘一班加密至由每20分鐘一班；另外，往機場方向加停觀塘及九龍灣與NA29看齊（加停之分站上車往機場收費為$42）及提早機場開出的頭班車至08:10。
2018年10月24日：A29線來回繞經港珠澳大橋香港口岸，並與 A10、A12、A20、A26 及 A29P 號線增設八達通轉乘優惠。
2018年11月27日：A29線往寶林方向，過港珠澳大橋香港口岸後，改經順朗路往北大嶼山公路。
2019年11月29日，取消「機場（2號客運大樓）」巴士站。
2020年10月2日，往將軍澳方向加停將軍澳隧道巴士轉乘站，並增設八達通轉乘優惠。
2020年12月14日，受2019冠狀病毒病疫情影響，A29大幅削減至20-60分鐘一班。
2021年5月1日，往機場方向加停將軍澳隧道巴士轉乘站，並增設八達通轉乘優惠。
2021年9月27日，A29線在星期一至六（公眾假期除外）06:15、06:35、06:55、07:15由寶琳開出，以及16:50、17:10、17:30、17:50、18:10由機場開出，加停機場博覽館、香港天際萬豪酒店、航天城交匯處。
2022年3月2日，受新型冠狀病毒疫情影響，由寶琳站開出的尾班車提早至21：45。
2023年6月5日，A29回復往機場方向21:45-23:30的班次，同時加密A29的班次。
2023年6月18日，A29全程車費從$42加至$44。

## 服務時間（詳細班次）
| 寶琳站開         | 寶琳站開    | 寶琳站開     | 機場（地面運輸中心）開 | 機場（地面運輸中心）開 | 機場（地面運輸中心）開 |
| 日期             | 服務時間    | 班次（分鐘） | 日期                   | 服務時間               | 班次（分鐘）           |
| ---------------- | ----------- | ------------ | ---------------------- | ---------------------- | ---------------------- |
| 星期一至六       | 05:15-05:55 | 20           | 星期一至六             | 06:10-08:10            | 60                     |
| 星期一至六       | 06:15-07:15 | 20           | 星期一至六             | 08:10-15:10            | 30                     |
| 星期一至六       | 07:30-08:00 | 15           | 星期一至六             | 15:10-16:30            | 20                     |
| 星期一至六       | 08:20       | 08:20        | 星期一至六             | 16:50-18:10            | 15-20                  |
| 星期一至六       | 08:45-20:45 | 30           | 星期一至六             | 18:30-21:30            | 20-30                  |
| 星期一至六       | 20:45-23:30 | 30-60        | 星期一至六             | 21:30-00:10            | 30-60                  |
| 星期日及公眾假期 | 05:15-07:15 | 20           | 星期日及公眾假期       | 06:10-08:10            | 60                     |
| 星期日及公眾假期 | 07:15-08:00 | 15           | 星期日及公眾假期       | 08:10-15:10            | 30                     |
| 星期日及公眾假期 | 08:20       | 08:20        | 星期日及公眾假期       | 15:10-16:50            | 20                     |
| 星期日及公眾假期 | 08:45-17:50 | 30           | 星期日及公眾假期       | 16:50-17:50            | 15                     |
| 星期日及公眾假期 | 17:50-23:30 | 15-60        | 星期日及公眾假期       | 17:50-00:10            | 15-60                  |

紅字班次 繞經亞洲國際博覽館及航天城東路

## 收費
全程：$44.0（機場員工優惠票價：$28.2）
- 鑽石山站往機場（地面運輸中心）：$40.6
- 青嶼幹線巴士轉乘站往機場（地面運輸中心）：$17.8
- 青嶼幹線巴士轉乘站往寶琳站：$30.3
- 畢架山花園往寶琳站：$13.6
- 黃大仙站往寶琳站：$10.5
- 過將軍澳隧道後往寶琳站：$6.8

| - 本線設有12歲以下小童及65歲或以上長者半價優惠。 - 本線不設長者及殘疾人士每程$2.0的票價優惠；12至64歲殘疾人士如使用「殘疾人士身份」個人八達通，以及60至64歲香港居民使用「樂悠咭」繳付車資，會以全費計算。 - 乘客可以現金或八達通於上車時付款，不設找續。 - 每位成人乘客可免費攜帶最多兩名4歲以下而不佔座位的兒童乘客乘車，超額之4歲以下小童必須繳付小童車費乘車。 - 九龍巴士、城巴及龍運巴士全職員工及家屬（不包括外判職員）可免費乘搭本路線，惟必須拍職員或職員家屬八達通。 - 乘客亦可使用AlipayHK「易乘碼」、支付寶、 WeChatHK／微信支付「搭車碼」、銀聯雲閃付「乘車碼」及BOC Pay「乘車碼」、具有感應式支付功能的VISA、Mastercard及銀聯卡，以及Apple Pay、Google Pay及Samsung Pay流動支付平台繳付車資。使用此支付方式的乘客可享有中途下車之分段收費，以及與其他城巴獨營路線或聯營線城巴班次之轉乘優惠，惟不適用於與非城巴路線之轉乘優惠。使用此支付方式的乘客亦不能享有「公共交通費用補貼計劃」。 |

### 預售來回車票
本線另設有來回車票$70（成人）／$35（小童及長者），適用於兩程A10/A11/A12/A17/A26/A28/A29來往機場車程，有效期為3個月。

### 八達通即日來回優惠
乘客於同一日內乘搭城巴機場快線A10、A11、A12、A17、A20、A21、A22、A23、A25、A26、A28或A29來往機場，並以八達通繳付來回程車資，回程可獲半價優惠。

### 八達通轉乘優惠
乘客登上本線後指定時間內以同一張八達通卡轉乘以下路線，或從以下路線登車後指定時間內以同一張八達通卡轉乘本線，次程可獲車資折扣優惠（NA29線不適用）：
A29←→城巴E線
- A29往機場 → E11/E11A、E21、E22/E22P/E22X或E22A往機場，次程車資全免，轉乘時限為120分鐘，於青嶼幹線巴士轉乘站或之後車站進行轉乘
- A29往機場 → E21A往逸東邨、E22S往滿東邨或E23/E23A往機場，次程車資全免，轉乘時限為90分鐘，於青嶼幹線巴士轉乘站或之後車站進行轉乘
- E11/E11A、E21、E22/E22P/E22X或E22A往市區 → A29往將軍澳，補回本線全程原價之差額，轉乘時限為60分鐘，於青嶼幹線巴士轉乘站或之前車站進行轉乘
- E11S、E21A、E21X、E22S或E23/E23A往市區 → A29往將軍澳，補回本線全程原價之差額，轉乘時限為90分鐘，於青嶼幹線巴士轉乘站進行轉乘

此組優惠不適用於以「機場員工個人八達通」繳付優惠票價的乘客
- A29往將軍澳 → E11/E11A、E21/E21X、E21A、E22/E22P/E22X或E22A/E22C/E22S往市區，次程車資全免，轉乘時限為60分鐘，於青嶼幹線巴士轉乘站進行轉乘

A29←→R8，於青嶼幹線巴士轉乘站進行轉乘
- A29 → R8往迪士尼樂園，次程可獲$7折扣優惠，轉乘時限為120分鐘
- R8往青嶼幹線巴士轉乘站 → A29往機場，次程可獲$1折扣優惠，轉乘時限為60分鐘
- R8往青嶼幹線巴士轉乘站 → A29往將軍澳，次程可獲$2折扣優惠，轉乘時限為60分鐘

A29←→城巴將軍澳路線
- A29往將軍澳 → E22/E22P往藍田／油塘、E22A、694、792M或798往將軍澳，次程車資全免，轉乘時限為150分鐘

上述優惠不適用於龍翔道（畢架山花園）或以後乘搭本線往將軍澳方向的乘客。
- E22/E22P、E22A往機場、792M往西貢或798往火炭 → A29往機場，回贈首程車資，轉乘時限為120分鐘
- 694往小西灣 → A29往機場，回贈首程車資，轉乘時限為90分鐘

## 用車
隨著Duple Metsec車身豪華版丹尼士三叉戟巴士年事已高，城巴於2012年訂購66輛新一代亞歷山大丹尼士Enviro 500MMC 12米客車版低地台雙層空調巴士以替代客車版Dennis Trident及臨時改裝為機場版本的亞歷山大丹尼士Enviro 500客車版。本路線繼A11、A21線後，亦全數引入該款巴士行走。其中編號8009（SB8218）更是首部附設尾軸反方向輔助轉向的同款車款，現時長駐本路線服役。只有臨時派出的班次才會使用亞歷山大丹尼士Enviro 500。當亞洲國際博覽館有大型活動時，城巴便會由柴灣車廠調派部分市區版車輛行走，以疏導人流，唯該批巴士沒有裝設行李架，令部分攜帶有行李的乘客帶來不便。
現時A29使用13部巴士行走。

## 行車路線
寶林開經：欣景路、佳景路、寶琳北路、寶寧路、常寧路、重華路、培成路、銀澳路、昭信路、環保大道、將軍澳隧道公路、將軍澳隧道、將軍澳道、天橋、鯉魚門道、觀塘道、觀塘道下通道、觀塘道、天橋、龍翔道、呈祥道、青葵公路、長青隧道、長青公路、青衣西北交匯處、青嶼幹線、北大嶼山公路、機場路、暢航路、機場路、機場南交匯處、暢連路、航天城交匯處、赤鱲角路、順暉路、順匯路、赤鱲角路、東榮路、機場路及暢連路。
機場（地面運輸中心）開經：暢連路、機場南交匯處、暢連路、航天城交匯處、赤鱲角路、順暉路、順匯路、赤鱲角路、順朗路、北大嶼山公路、青嶼幹線、青衣西北交匯處、長青公路、長青隧道、青葵公路、呈祥道、龍翔道、大磡道、龍翔道、天橋、觀塘道、觀塘道下通道、觀塘道、鯉魚門道、將軍澳道、將軍澳隧道、將軍澳隧道公路、環保大道、昭信路、銀澳路、培成路、常寧路、寶寧路、寶琳北路及佳景路。

### 沿線車站
| 寶琳站開 | 寶琳站開                      | 寶琳站開                      | 機場（地面運輸中心）開 | 機場（地面運輸中心）開        | 機場（地面運輸中心）開            |
| 序號     | 車站名稱                      | 位置                          | 序號                   | 車站名稱                      | 位置                              |
| -------- | ----------------------------- | ----------------------------- | ---------------------- | ----------------------------- | --------------------------------- |
| 1        | 寶琳站                        | 寶林公共運輸交匯處            | 1                      | 機場（地面運輸中心）          | 機場（地面運輸中心）巴士總站      |
| 2        | 欣明苑                        | 欣景路 （页面存档备份，存于） | ^                      | 機場博覽館                    | 航展道                            |
| 3        | 景林邨                        | 寶琳北路                      | ^                      | 香港天際萬豪酒店              | 航天城東路 （页面存档备份，存于） |
| 4        | 厚德邨                        | 寶寧路                        | ^                      | 航天城交匯處                  | 航天城東路 （页面存档备份，存于） |
| 5        | 重華路 （页面存档备份，存于） | 重華路 （页面存档备份，存于） | 2                      | 港珠澳大橋香港口岸            | 港珠澳大橋香港口岸公共運輸交匯處  |
| 6        | 煜明苑                        | 銀澳路 （页面存档备份，存于） | 3                      | 青嶼幹線巴士轉乘站            | 北大嶼山公路                      |
| 7        | 將軍澳隧道巴士轉乘站          | 將軍澳隧道                    | 4                      | 畢架山花園                    | 龍翔道                            |
| 8        | 駿業里                        | 觀塘道                        | 5                      | 豐力樓                        | 龍翔道                            |
| 9        | 創紀之城                      | 觀塘道                        | 6                      | 天馬苑                        | 龍翔道                            |
| 10       | 九龍灣站                      | 觀塘道                        | 7                      | 黃大仙站                      | 龍翔道                            |
| 11       | 鑽石山站                      | 龍翔道                        | 8                      | 沙田坳道                      | 龍翔道                            |
| 12       | 沙田坳道                      | 龍翔道                        | 9                      | 鑽石山站                      | 大磡道 （页面存档备份，存于）     |
| 13       | 摩士公園游泳池                | 龍翔道                        | 10                     | 牛池灣村                      | 龍翔道                            |
| 14       | 天馬苑                        | 龍翔道                        | 11                     | 九龍灣站                      | 觀塘道                            |
| 15       | 豐力樓                        | 龍翔道                        | 12                     | 牛頭角下邨                    | 觀塘道                            |
| 16       | 畢架山花園                    | 龍翔道                        | 13                     | 定富街 （页面存档备份，存于） | 觀塘道                            |
| 17       | 青嶼幹線巴士轉乘站            | 北大嶼山公路                  | 14                     | 牛頭角站                      | 觀塘道                            |
| 18       | 機場（1號客運大樓）           | 暢航路 （页面存档备份，存于） | 15                     | 觀塘市中心                    | 觀塘道                            |
| ^        | 機場博覽館                    | 航展道                        | 16                     | 觀塘警署                      | 將軍澳道                          |
| ^        | 香港天際萬豪酒店              | 航天城東路                    | 17                     | 將軍澳隧道巴士轉乘站          | 將軍澳隧道                        |
| ^        | 航天城交匯處                  | 航天城東路                    | 18                     | 新寶城                        | 銀澳路                            |
| 19       | 港珠澳大橋旅檢大樓            | 順暉路                        | 19                     | 南豐廣場                      | 培成路                            |
| 20       | 機場（地面運輸中心）          | 機場（地面運輸中心）巴士總站  | 20                     | 厚德邨                        | 寶寧路                            |
|          |                               |                               | 21                     | 景林邨                        | 寶琳北路                          |
| 22       | 寶琳站                        | 寶林公共運輸交匯處            |                        |                               |                                   |

^: 只限A29經機場博覽館的班次停靠

## 客量
由於A29定線直接，不需如E22A線般幾乎繞經整個將軍澳，加上是首條途經龍翔道的機場巴士路線，故開辦後吸引了寶林、坑口、鑽石山及黃大仙的居民改用此路線來往機場，機場方向加停觀塘道後，亦吸納大部份原A22觀塘道客源(A22需取道佐敦往機場，不使用較直接的龍翔道)，亦因而加班，期後由於客量的增長，由開線時全日30分鐘一班（與當時A10線並列最疏落的路線）躍升至最繁忙時段12分鐘一班（僅次於A21線的最繁忙時段8分鐘一班），直至2019年冠狀病毒病爆發為止。而在疫情期間，相比其他城巴機場快線，受惠於龍翔道前往將軍澳的需求（即使A29車費比290貴，但前往寶琳及坑口的車程仍比290快捷；以及黃大仙前往寶琳的車費比港鐵低，更能享有升級乘車體驗）及將軍澳隧道轉車站的轉乘客帶動，仍能大致於繁忙時間及日間提供15-30分鐘的服務，實屬罕見。現時，A21和A29更經常頂閘。
A29線屬將軍澳北部、觀塘市中心往返機場最直接的巴士路線，不需如E22、E22A線般繞經機場後勤區、東涌、九龍塘／將軍澳市中心等地，或A22線行經馬頭圍及佐敦，吸納沿途往返機場的客源。
根據區議會文件及其他資料，此路線載客情況如下：
- 2014年：往機場方向的最高載客率為54%，往將軍澳方向的最高載客率為68%。
- 2017年：全日最高載客率約為75%。
- 2018年：9條A線專營巴士包括此路線、A11、A21、A22、A31、A33X、A35、A36及A41線的總乘客人數為91萬人次（9月份）；110.3萬人次（10月份）；138.3萬人次（11月份）。
- 2019年：繞經港珠澳大橋香港口岸後，繁忙時間往機場或口岸及市區載客率分別為90%及36%。

## 路線紀錄
本線投入服務後，創下以下紀錄：
1. 西貢區首條機場巴士A線；
2. 城巴機場快線首條以新界區為機場對外總站的路線；
3. 首條由新界開出，需經由九龍前往機場的機場巴士A線；
4. 西貢區日間專營巴士路線中首班車開出時間最早的路線，首班車於05:15由將軍澳（寶琳站）開出；
5. 城巴機場快線和九龍區機場巴士A線目前編號最大的日間路線。

本線開辦當日亦同時推出網上版「城巴機場快線A29抵站時間查詢服務」，方便乘客查詢巴士預計到達時間，該服務可兼容智能手機或平板電腦，是繼A10線後，第二條提供該項服務的城巴機場快線。由2012年12月19日起，該服務擴展至所有城巴機場快線。